# Hauck & Aufhäuser

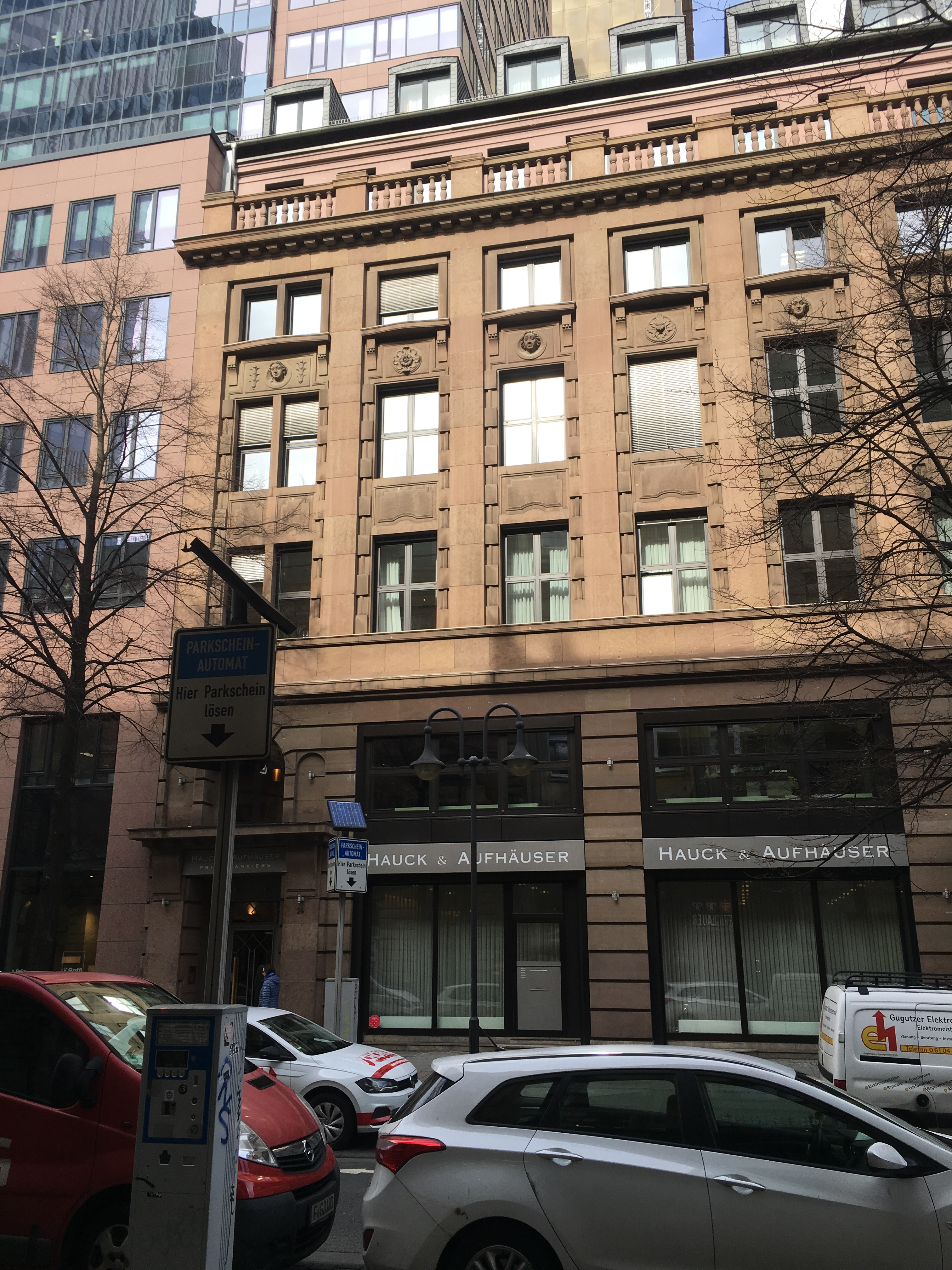
Sede do banco Hauck & Aufhäuser Privatbankiers AG em Frankfurt am Main.

O Hauck & Aufhäuser Privatbankiers AG é um banco privado com sede em Frankfurt am Main. O banco, especializado em gerenciamento de ativos, possui vários locais na Europa e surgiu em 1998 a partir da fusão da Georg Hauck & Sohn Bankiers em Frankfurt am Main e do Bankhaus H. Aufhäuser em Munique. Fez parte do conglomerado chinês Fosun de 2016 até 2024, ano em que foi comprado pelo banco neerlandês ABN AMRO.

## História

### Casa bancária Georg Hauck & Sohn

#### Desenvolvimento desde a fundação em 1796
Em 1 de janeiro de 1796, Friedrich Michael Hauck (1769-1839) tornou-se um novo parceiro nos negócios existentes desde 1753 em Frankfurt am Main. A Gebhard & Hauck, como era chamada agora, administrava o negócio de letras de câmbio, comissões e encaminhamento de frete. Gebhard & Hauck operavam transações bancárias - como muitas casas de câmbio da época - pelo menos no começo, provavelmente apenas incidentalmente. Sabe-se que já em 1800 a Gebhard & Hauck concedeu ao Círculo Superior da Renânia um empréstimo de 100.000 florins a uma taxa de juros de 4,5%. Friedrich Michael Hauck foi membro do Representante Permanente dos Cidadãos de 1815 a 1825 e de 1817 a 1819, membro do Corpo Legislativo da Cidade Livre de Frankfurt. De 1821 a 1829, ele foi gerente sênior da Câmara de Comércio de Frankfurt. Durante esse período, ele recebeu honras por seus serviços à política comercial de Frankfurt, por exemplo, pelo estabelecimento da Associação Comercial Central da Alemanha em 1828.
Em 1839, Georg Heinrich (1812-1884) e Ferdinand Hauck (1813-1888) assumiram o comando de Gebhard & Hauck após a morte de seu pai Friedrich Michael (cujo parceiro Peter Gebhard já havia morrido em 1814), mas seguiram caminhos separados em 1861. Os irmãos Hauck fundaram os bancos Georg Hauck & Sohn e Ferdinand Hauck . O último banco teve bastante sucesso por um tempo, mas foi liquidado em 1926 e transferido para a Georg Hauck & Sohn. O banco Georg Hauck & Sohn participou do estabelecimento e desenvolvimento de inúmeras empresas na região de Rhine-Main, incluindo o Frankfurter Bank em 1854 e o Metallgesellschaft.
Em 1888, sob a direção de Otto Hauck (nascido em 10 de abril 1863 em Frankfurt am Maine e morto em 25 de novembro 1934, Frankfurt am Main), a casa, juntamente com o Bankhaus J. J. Weiller Söhne, comercializou o Farbwerke Hoechst na bolsa de valores. Alguns anos depois, a casa bancária Hauck participou como parceira limitada na Brown, Boveri & Cie.
O banco Georg Hauck & Sohn até sobreviveu a períodos difíceis, como a Guerra da Alemanha em 1866, a Guerra Alemão-Francesa de 1870-71, o colapso da fundação em 1873, a Revolução de Novembro e o período de hiperinflação após a Primeira Guerra Mundial, bem como a Grande Depressão do final dos anos 20 e início dos anos 30 quase incólume.

#### Nacional Socialismo - Represálias
Em 31 de março de 1933, Otto Hauck renunciou ao cargo de presidente de longa data da Câmara de Comércio e Indústria de Frankfurt, junto com todo o Bureau. Em conexão com o boicote nazista às empresas judaicas de 1º de abril de 1933, ele foi atacado como meio judeu porque sua mãe Anna Hauck, nascida em Reiss (1839-1925), veio das famílias judias de longa data Reiss e Flersheim. Após a morte de Otto Hauck, em 1934, seu filho Alexander Hauck (1893–1946) assumiu a administração do banco. De acordo com as leis de Nuremberg, ele era considerado uma "raça mista judaica de segundo grau", o que levou a uma restrição de seus direitos civis. Para garantir o futuro do banco, em 1938, a casa bancária Hauck adquiriu a maioria dos negócios bancários fundados em 1804, J. Ph. Keßler. Seu proprietário anterior Adolf Melber (1894-1972) ingressou na casa bancária Hauck como diretor administrativo em 1939 e agora representava o banco para o exterior.

#### Guerra e reconstrução, último Hauck se aposenta
Após a completa destruição do prédio do banco na Neue Mainzer Straße 30 nos ataques aéreos a Frankfurt am Main em março de 1944, foi reconstruído após a guerra. Em 1946, agosto Oswalt, Anne Marie Hauck e Michael Hauck tornaram-se parceiros pessoalmente responsáveis. Em 1950, Georg Hauck & Sohn foi transformada em uma Kommanditgesellschaft (parceria limitada), 1980 em Kommanditgesellschaft auf Aktien (parceria limitada em ações). No final de 1993, Michael Hauck (nascido em 1927), o último membro da família, deixou o banco depois de 47 anos como parceiro pessoalmente responsável. Michael Hauck é agora presidente honorário do banco Hauck & Aufhäuser, e os membros da família continuam pertencendo ao círculo de acionistas do banco.

### Casa bancária H. Aufhäuser

#### Fundação em 1870
Por Heinrich Aufhäuser (1842–1917) e Samuel Scharlach, o banco Aufhäuser & Scharlach foi fundado em 14 de maio de 1870 em Munique. Já nos primeiros anos de 1870 a 1876, o balanço do novo banco aumentou cinco vezes. Depois que Heinrich Aufhäuser pagou seu ex-sócio Scharlach em 1892, o Instituto passou a se chamar Bankhaus H. Aufhäuser em 1894. O banco rapidamente ganhou uma boa reputação e logo contou et al. Duke Luitpold na Baviera e a família de Thomas Mann, bem como Neuberger e Alfred Einstein para seus clientes. Na virada do século, o banco, que se especializou inicialmente em corretagem de títulos, tornou-se um banco de alto volume. Pela primeira vez em 1913, o balanço da H. Aufhäuser totalizou mais de 10 milhões de marcos dourados.

#### S. Bleichröder, sócio limitado e sucesso da década de 1920
Um dos bancos privados alemães mais renomados desde o Império e o antigo banco da casa do ex-chanceler Otto von Bismarck, o banco de Berlim Arnhold e S. Bleichroeder, tornou-se parceiro limitado do Bankhaus H. Aufhäuser em 1918 - também uma marca registrada da processo de concentração nos bancos desde a virada do século. O nome oficial era agora: H. Aufhäuser Kommandite von S. Bleichröder em Berlim. Em 1921, a participação de Martin Aufhäuser em S. Bleichröder resultou em uma participação cruzada entre os dois bancos judeus. Ao mesmo tempo, Ernst Kritzler, acionista da S. Bleichröder desde 1917, ingressou no Bankhaus H. Aufhäuser . Os anos 20 foram anos de muito sucesso para H. Aufhäuser. Martin Aufhäuser (1875-1944) também participou do conselho do Golddiskontbank (Gold Discounter Bank), recém-fundado em 1924, que foi fundado após a hiperinflação como subsidiária do Reichsbank, a fim de fornecer ao comércio exterior alemão meios de pagamento conversíveis.

#### Arianização
Os anos de sucesso foram interrompidos pela "tomada do poder" dos nazistas. Como os Aufhäusers pertenciam à fé judaica, o banco foi submetido a represálias maciças e perdeu grande parte de seus clientes - por medidas coercitivas (boicote aos judeus etc.), emigração ou deportação.
O Bankhaus H. Aufhäuser foi "arianizado à força" como resultado da chamada Noite Pogrom, no início de novembro e, em dezembro de 1938, Friedrich Wilhelm Seiler assumiu o banco. H. Aufhäuser foi, portanto, um dos últimos bancos privados e um dos mais importantes que foram arianizados dessa maneira. O banco mudou seu nome para Seiler & Co. e os funcionários judeus tiveram que ser demitidos. No entanto, deve-se notar que Martin Aufhäuser liderou as primeiras negociações com Frederick Seiler no verão de 1938, mais ou menos voluntariamente; Seiler era quem os Aufhäusers queriam entregar seu banco. Somente após a Kristallnacht (Noite de Pogrom) as autoridades nacional-socialistas intervieram massivamente nas negociações e determinaram o caminho da arianização. A partir do final de 1938, o negócio era administrado principalmente pelo sócio próximo da Aufhäuser, Josef Bayer (1897-1965), casado com uma judia desde a década de 1920, mas não pôde ser demitido pelas autoridades nacional-socialistas por causa de seu conhecimento do banco. O Bankhaus Aufhäuser / Seiler conseguiu gerar lucros em 1944 sem se envolver em acordos de armas ou similares. Josef Bayer, assim como, desde 1939, o acionista pessoal Otto Schniewind, que estava temporariamente programado para servir como ministro das Finanças ou Economia no planejado governo de Carl Friedrich Goerdeler, foram levados para o campo de concentração ou, em vez disso, detidos como resultado da tentativa de assassinato da Conspiração de 20 de julho, mas sobreviveu à era nazista.

#### Reconstrução, os Aufhäusers se aposentam permanentemente
Os irmãos Martin e Siegfried Aufhäuser (1877–1949, desde 1921 sócio do banco e cidadão britânico) tiveram que deixar a Alemanha carente e humilhada e emigrou para Londres e, através da Holanda, para os Estados Unidos . Em 1954, o Münchner Institut foi renomeado para Bankhaus H. Aufhäuser novamente, e os descendentes dos Aufhäusers já, em 1953 retroativamente a 1948, ofereciam uma participação de 40% na parceria limitada. Em 1955, no entanto, devido aos eventos durante a era nazista, a família Aufhäuser vendeu suas ações completamente e, desde então, deixou de se envolver no banco; no entanto, os relacionamentos pessoais continuam a existir.

### Desde 1998: Hauck & Aufhäuser
Em 1 de janeiro de 1998, o Frankfurter Bankhaus Georg Hauck & Sohn e o Instituto Bancário de Munique H. Aufhäuser zu Hauck & Aufhäuser KGaA. O círculo de parceiros do banco é formado pelo palestrante Michael Bentlage, além de Stephan Rupprecht e Wolfgang Strobel. O Hauck & Aufhäuser se vê como um banco privado tradicional e moderno.
Até agosto de 2016, a Hauck & Aufhäuser era uma das poucas casas bancárias privadas administradas de forma independente por parceiros pessoalmente responsáveis e independentes do grupo. Além dos descendentes da família fundadora, os acionistas incluíam Hans Langmann, ex-CEO do Merck Group, Frank Asbeck, CEO da SolarWorld AG, bem como a família Findel-Mast, dona da Mast-Jägermeister SE.
Em 8 de julho de 2015, foi anunciado que a Hauck & Aufhäuser está em negociações de vendas com o grupo de investimento chinês Fosun International. Segundo relatos da mídia, a oferta da Fosun totalizou 210 milhões de euros. Em agosto de 2016, após mais de um ano de auditoria, a aquisição foi confirmada pelo Banco Central Europeu (BCE) e pela Autoridade de Supervisão Bancária e Financeira (BaFin). Pela primeira vez, um banco alemão foi a um acionista majoritário da China. A gestão da Hauck & Aufhäuser permaneceu inalterada em janeiro de 2017.
Em dezembro de 2016, o banco privado anunciou que assumiria a Sal. Negócio de plataforma de fundos da Oppenheim no Luxemburgo e, como resultado, as duas empresas residentes Sal. Oppenheim jr. & Cie. Luxemburg SA e Oppenheim Asset Management Services S.à r.l.

## Negócios
A Hauck & Aufhäuser opera filiais em Frankfurt am Main, Munique, Hamburgo, Düsseldorf, Colônia, Londres, Luxemburgo e Zurique e concentra-se na consultoria e gestão de ativos de clientes privados e corporativos, bem como investidores institucionais e na cooperação com gerentes de ativos independentes.
Até a aquisição pelo conglomerado chinês Fosun em setembro de 2016, apenas as famílias empreendedoras estavam entre os acionistas.

### Subsidiárias operacionais
- Hauck & Aufhäuser (Schweiz) AG (Zurique)
- Hauck & Aufhäuser Fund Services SA (Luxemburgo)[19]
- Hauck & Aufhäuser Alternative Investment Services SA (Luxemburgo)
- FidesKapital Gesellschaft für Kapitalbeteiligungen mbH (Munich)
- easyfolio GmbH (Frankfurt am Main)[20]